# Maciej Moskwa
Maciej Moskwa (ur. 1982 w Gdańsku) – polski fotograf.
Jest absolwentem Sopockich Szkół Fotografii i współzałożycielem (2009) kolektywu dokumentalnego Testigo. Od 2011 fotografował konflikt zbrojny w Syrii. Był też w Kurdystanie. W 2014 zdobył nagrodę Zdjęcia Roku w konkursie BZ WBK Press Photo, a w 2015 taką samą nagrodę w konkursie Grand Press Photo. Trzy razy był laureatem konkursu Gdańsk Press Photo. Był też finalistą Manuel Rivera-Ortiz Foundation Grant, jak również PhotoPhilantrophy w 2014. Prace publikował w takich czasopismach jak Gazeta Wyborcza, Poznaj Świat, National Geographic Traveler, Tygodnik Powszechny, Przekrój oraz Polska Zbrojna.